# 마마돌
마마돌(M.M.D)는 대한민국의 6인조 걸그룹이다.

## 이전 구성원
| 이름   | 소개                                                                                   |
| ------ | -------------------------------------------------------------------------------------- |
| 박정아 | - 생년월일 : 1981년 2월 24일(44세) - 출생지 : 대한민국 경상북도 영천시 - 포지션 : 리더 |
| 가희   | - 생년월일 : 1980년 12월 25일(44세) - 출생지 : 대한민국 대구광역시                     |
| 별     | - 생년월일 : 1983년 10월 22일(41세) - 출생지 : 대한민국 충청남도 서산시                |
| 양은지 | - 생년월일 : 1984년 5월 14일(40세) - 출생지 : 대한민국 전라남도 목포시                 |
| 현쥬니 | - 생년월일 : 1985년 8월 1일(39세) - 출생지 : 대한민국 서울특별시                       |
| 선예   | - 생년월일 : 1989년 8월 12일(35세) - 출생지 : 대한민국 서울특별시                      |

## 음반 목록

### 싱글 앨범
- 2022년 1월 28일 《엄마는 아이돌》

## 음반 외 활동 목록

### 예능 프로그램
- 2021년 12월 10일 ~ 2022년 2월 4일 tvN 《엄마는 아이돌》
- 2022년 3월 5일 tvN 《도레미 마켓》 (가희, 선예 출연)
- 2022년 3월 26일 JTBC 《아는 형님》 (박정아, 가희 출연)
- 2022년 4월 9일 M.net, tvN 《너의 목소리가 보여》 (박정아, 가희 출연)
- 2022년 4월 24일 MBC 《구해줘 홈즈》 (박정아 출연)